# Liste von Triebwagen auf der Weltausstellung Paris 1900
Die Liste von Triebwagen auf der Weltausstellung Paris 1900 führt die Triebwagen auf, die an der Ausstellung gezeigt wurden. Es handelte sich dabei vor allem um Straßenbahnmotorwagen, die als einstöckige Zweirichtungswagen mit offenen Endplattformen ausgeführt waren, bei größeren Wagen befand sich eine zusätzliche Plattform in der Wagenmitte. Für die Energiezufuhr wurde meist Gleichstrom verwendet, der über eine Oberleitung mit einer Spannung von 500 bis 750 V zugeführt wurde und von den Fahrzeugen entweder mit Trolleystangen oder Stromabnehmern mit Schleifstücken abgenommen wurde. In Paris gab es ein ausgedehntes System von Oberflächenkontakte des Systems Diatto, die den Strom von unten dem Fahrzeug zuführten.
Eine besondere Attraktion war ein Wagen der ersten U-Bahn in Budapest, der zusammen mit einem Tunnelquerschnitt ausgestellt wurde. Die meisten Fahrzeuge waren in der Eisenbahnausstellung im Bois de Vincennes als Teil der Ausstellung über das Sport- und Verkehrswesen zu sehen, einzelne Ausstellungsstücke waren auch an anderen Orten untergebracht.

## Ausgestellte Fahrzeuge
| Land               | Gesellschaft                                                       | Kürzel | Betriebs-nummer | Beschreibung | Hersteller                                                                                              | Quellen            | Bild                                                          |
| ------------------ | ------------------------------------------------------------------ | ------ | --------------- | --- | --- | ------------------ | ------------------------------------------------------------- |
| Österreich-Ungarn  | Ferencz József Földalatti Villamos Vasút                           | FJFVV  |                 | BKVT-Triebwagen der Metró Budapest | Schlick / Siemens & Halske                                                                              | [ 3 ]              |                                                               |
| Österreich-Ungarn  | Straßenbahn Wien                                                   |        |                 | Motorwagen Nr. 300, Maximumdrehgestelle 30 Sitz- und 10 Stehplätze                                                                                         | Ringhoffer-Werke                                                                                        | [ 4 ]              |                                                               |
| Österreich-Ungarn  | Straßenbahn Prag                                                   |        |                 | Primátorská tramvaj Nr. 200, Maximumdrehgestelle Salon-Motorwagen für den Bürgermeister Fahrzeug erhalten                                                  | Ringhoffer-Werke                                                                                        | [ 4 ]              |                                                               |
| Österreich-Ungarn  |                                                                    |        |                 | Motorwagen, zweiachsig, nur Untergestell | Ganz | [ 5 ] [ 6 ]        |                                                               |
| Österreich-Ungarn  | Temesvári Villamos Városi Vasút Részvénytársaság                   | TVVV   |                 | zweiachsiger Motorwagen der Serie 1–17 | Waggonfabrik János Weitzer                                                                              | [ 7 ]              |                                                               |
| Preußen            | Wuppertaler Schwebebahn                                            |        |                 | Präsentiert als Elektrische Hochbahn System E. Langen, Wagen 1./2.-Klasse, 65 Plätze                                                                       | Continentale Gesellschaft für elektrische Unternehmungen Hersteller: MAN, Van der Zypen & Charlier, AEG | [ 3 ]              |                                                               |
| Frankreich         | Compagnie générale des omnibus Louvre–Vincennes                    | CGO    |                 | zweiachsiger doppelstöckiger Akkumulator-Straßenbahnmotorwagen,                                                                                            | Fives-Lille                                                                                             | [ 5 ] [ 8 ] [ 9 ]  |                                                               |
| Frankreich         | Compagnie générale des omnibus Porte Clignancourt–Bastille         | CGO    | 801             | zweiachsiger doppelstöckiger Dampfstraßenbahnwagen, 54 Plätze                                                                                              | Buffaud & Robatel                                                                                       | [ 7 ] [ 8 ] [ 10 ] |                                                               |
| Frankreich         | Compagnie générale des omnibus Bastille–Porte Rapp                 | CGO    | 722             | zweiachsiger doppelstöckiger Dampfstraßenbahnwagen, System Purrey, 48 Plätze                                                                               | Valentin Purrey                                                                                         | [ 7 ] [ 8 ]        |                                                               |
| Frankreich         | Compagnie générale des omnibus                                     | CGO    |                 | Straßenbahnmotorwagen mit Ölmotor | | [ 5 ]              |                                                               |
| Frankreich         | Compagnie générale des omnibus Auteuil–Madeleine                   | CGO    | 128             | zweiachsiger doppelstöckiger Drucklufttriebwagen, 52 Plätze                                                                                                | Brissonneau                                                                                             | [ 5 ] [ 11 ]       |                                                               |
| Frankreich         | Compagnie générale parisienne de tramways Champ de Mars–Saint-Ouen | CGPT   |                 | zweiachsiger Motorwagen, 36 Plätze, Motoren von GE | Compagnie générale de construction, Saint-Denis                                                         | [ 12 ]             |                                                               |
| Frankreich         | Chemins de fer Nogentais                                           | CFN    |                 | zweiachsiger doppelstöckiger Motorwagen, 54 Plätze | J. G. Brill Company                                                                                     | [ 8 ] [ 13 ]       |                                                               |
| Frankreich         | Compagnie générale des omnibus Cours de Vincennes–Pont National    | CGO    |                 | zweiachsiger doppelstöckiger Motorwagen | J. G. Brill General Electric                                                                            | [ 12 ] [ 14 ]      | ähnliches Fahrzeug wie der Wagen der Chemins de fer Nogentais |
| Frankreich         | Compagnie des tramways de l'Est parisienne Noisy-le-Sec–Opéra      | TEP    | C               | vierachsiger Motorwagen, 1. und 2. Klasse, 48 Plätze, Maximumdrehgestelle, Stromabnahme von der Oberleitung oder von Kontaktstiften System Diatto im Boden | CFMCF, Ivry-sur-Seine                                                                                   | [ 12 ] [ 15 ]      | ausgestellt auf dem Champ de Mars                             |
| Frankreich         | Chemin de fer du bois de Boulogne                                  | CFBB   |                 | vierachsiger Motorwagen, 1. und 2. Klasse, 50 Plätze | Hanquet, Aufort et Cie                                                                                  | [ 12 ]             | ausgestellt auf dem Champ de Mars                             |
| Frankreich         |                                                                    |        |                 | zweiachsiger Drucklufttriebwagen, System Mékarski | Buffaud & Robatel                                                                                       | [ 12 ]             | ausgestellt auf dem Champ de Mars                             |
| Frankreich         | Straßenbahn Moûtiers-Salins–Brides-les-Bains                       |        |                 | zweiachsig Motorwagen, 2 × 25 PS | Fives-Lille                                                                                             | [ 16 ]             |                                                               |
| Frankreich         |                                                                    |        |                 | zweiachsig Motorwagen, Meterspur, 16 Sitz- und 16 Stehplätze                                                                                               | Société de Dietrich et Cie de Lunéville                                                                 | [ 15 ] [ 17 ]      |                                                               |
| Frankreich         |                                                                    |        |                 | zweiachsiger Motorwagen, Stromabnahme von Kontaktstiften System Diatto im Boden, 6 Plätze 1. Klasse, 12 Plätze 2. Klasse                                   | Compangie industrielle de traction pour la France et l'étranger                                         | [ 18 ]             |                                                               |
| Frankreich         |                                                                    |        |                 | zweiachsiges Untergestell eines Motorwagens | Fives-Lille                                                                                             | [ 19 ]             |                                                               |
| Belgien            | Tramways Bruxellois Ixelles–Brüssel                                | TB     |                 | zweiachsiger Motorwagen, Meterspur, 2. Klasse, 10 Sitzplätze, 18 Stehplätze                                                                                | La Métallurgique                                                                                        | [ 20 ]             |                                                               |
| Belgien            |                                                                    |        |                 | Untergestell eines meterspurigen zweiachsigen Motorwagens                                                                                                  | Électricité et Hydraulique, Charleroi                                                                   | [ 20 ]             |                                                               |
| Belgien            | Chemins de fer de l'État belge                                     | EB     |                 | vierachsiger Akkumulatortriebwagen, Mittelgang, Sitzplätze 2. und 3. Klasse                                                                                | Nicaise et Delcuve, La Louvière und Électricité et Hydraulique, Charleroi                               | [ 20 ]             |                                                               |
| Königreich Italien | Rete Adriatica Veltlinbahn                                         | RA     | RA 301          | vierachsiger Drehstromtriebwagen | Ganz & Cie                                                                                              | [ 21 ]             |                                                               |
| Königreich Italien | Rete Adriatica Bologna–San Felice                                  | RA     | RA 001–004      | vierachsiger Akkumulatortriebwagen, Mittelgang, Sitzplätze 1. und 2. Klasse                                                                                | Diatto, Ganz & Cie                                                                                      | [ 22 ]             |                                                               |
| Königreich Italien | Rete Mediterranea Mailand–Gallarate–Varese                         | RM     | AAAC 5111       | vierachsiger Elektrotriebwagen, Energiezufuhr über Stromschiene, Mittelgang, Sitzplätze 1. und 2. Klasse,                                                  | Officine Meccaniche, General Electric                                                                   | [ 22 ]             |                                                               |
| Königreich Italien | Rete Mediterranea Mailand–Monza                                    | RM     | AAAB 5102       | vierachsiger Akkumulatortriebwagen, Mittelgang, Sitzplätze 1. und 2. Klasse                                                                                | Officine meccaniche Grondona. Siemens-Schuckertwerke                                                    | [ 22 ]             |                                                               |
| Königreich Italien | Straßenbahn Mailand–Monza                                          |        |                 | Sommertriebwagen 2 × 25 PS-Motoren von GE | Miani Silvestri & Company                                                                               | [ 5 ]              |                                                               |
| Vereinigte Staaten |                                                                    |        |                 | Motorwagen mit Schneepflug | J. G. Brill Company                                                                                     | [ 7 ] [ 23 ]       |                                                               |
| Vereinigte Staaten |                                                                    |        |                 | zweiachsiger Motorwagen, der sich von einem Winter- in ein Sommerwagen und umgekehrt umbauen lässt                                                         | J. G. Brill Company                                                                                     | [ 23 ]             |                                                               |
| Vereinigte Staaten |                                                                    |        | 21 E            | Untergestell Typ 21 E für einen zweiachsigen Motorwagen | J. G. Brill Company                                                                                     | [ 24 ]             |                                                               |
| Schweiz            | Strassenbahn Luzern                                                | TrL    | Ce 2/2 1–22     | | MFO, SIG                                                                                                | [ 25 ]             |                                                               |

## Ausstellungspläne

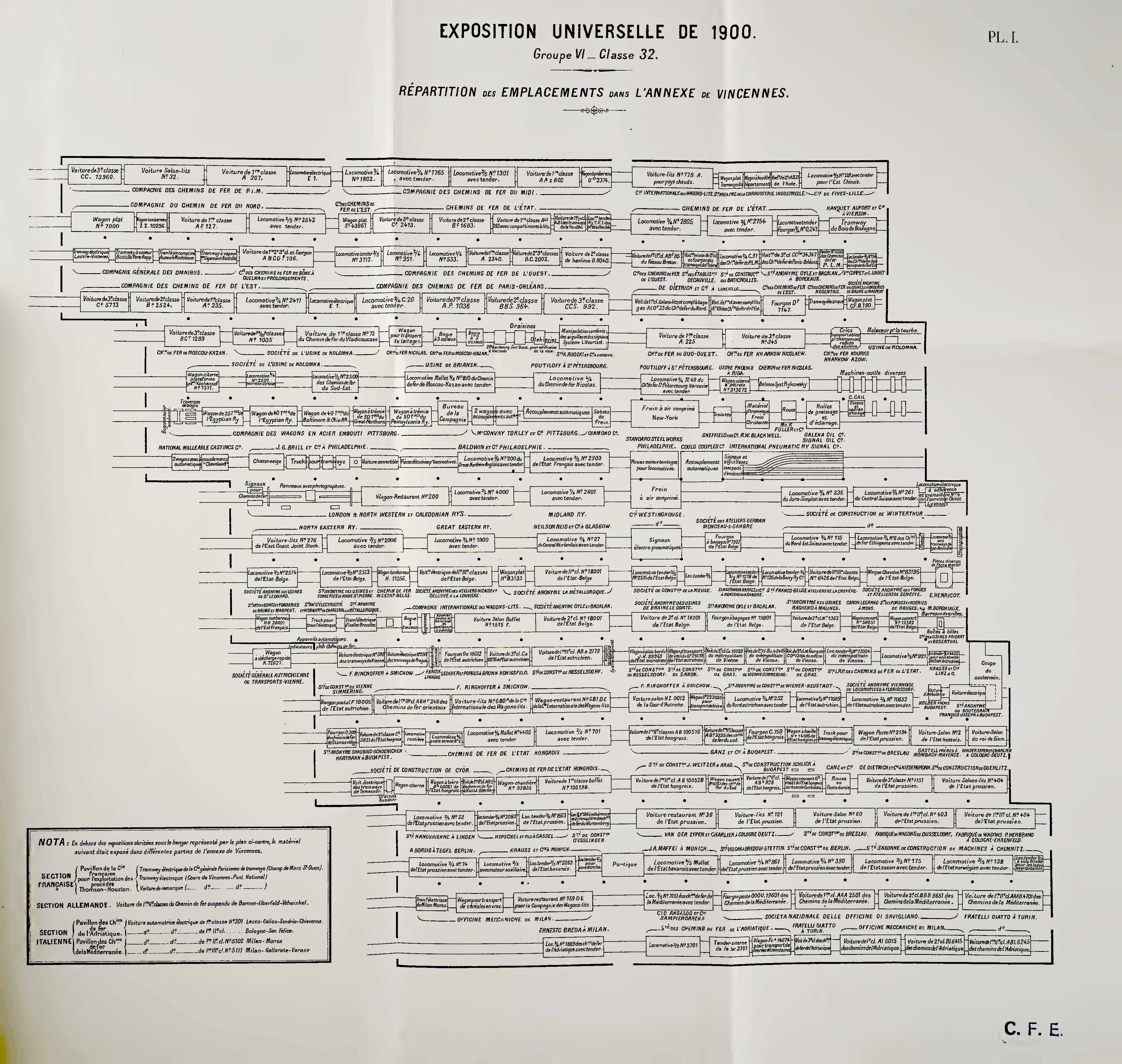
Eisenbahnausstellung im Bois de Vincennes
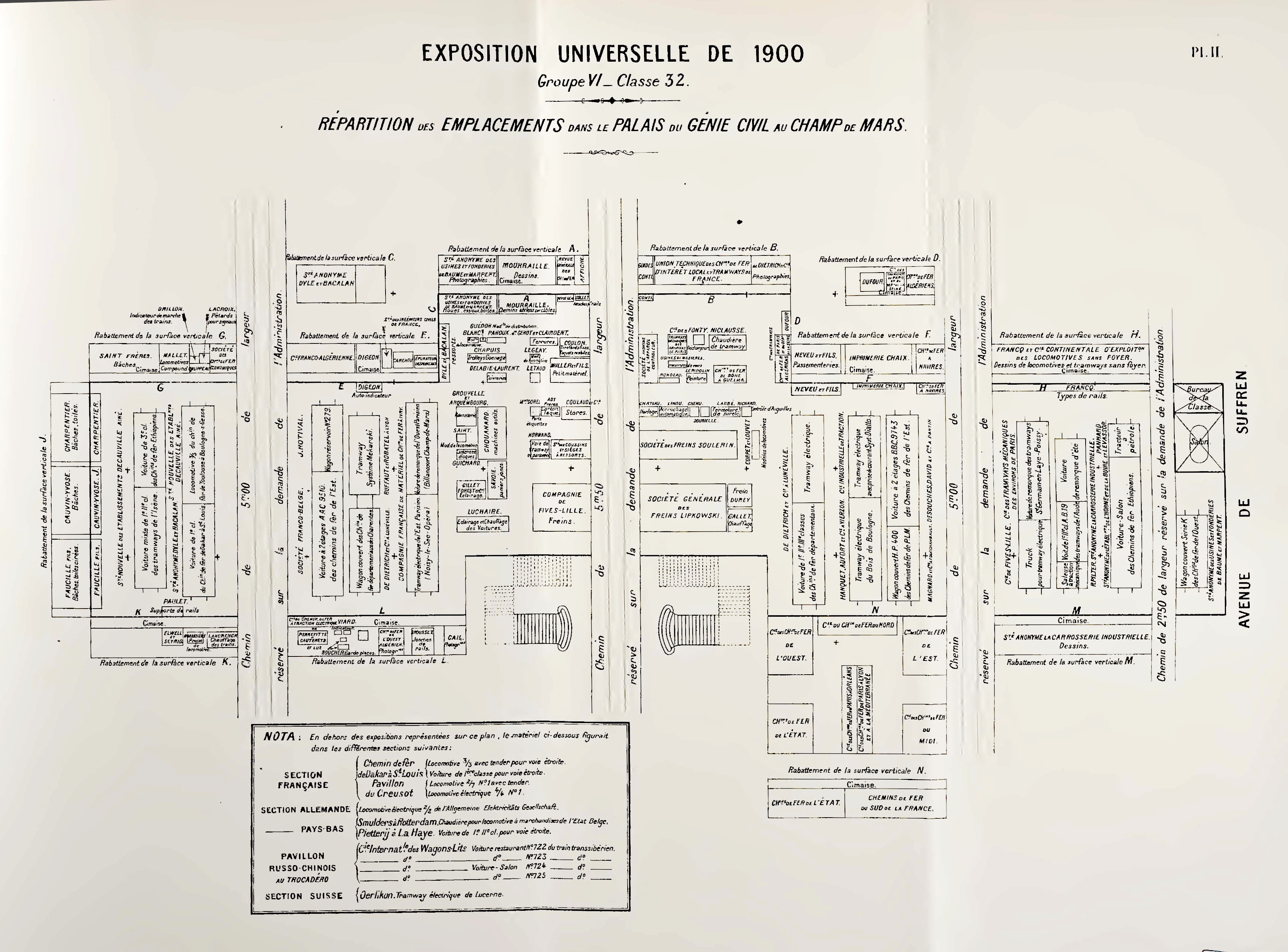
Eisenbahnausstellung im Palais du Génie Civil auf dem Cham de Mars